# گیلاس خودرو
گیلاس، گیلاس شیرین، گیلاس خودرو، آلوکک (نام علمی: Prunus avium)، نوعی درخت گیلاس خودرو است که در اروپا، غرب ترکیه و شمال غربی آفریقا و غرب آسیا، در جزایر بریتانیا، مراکش، تونس، نروژ، شرق قفقاز، قسمت غرب هیمالیا و شمال ایران یافت می‌شود.

بسیاری از انواع مختلف درختان گیلاس از این درخت منشأ گرفته‌اند. ارتفاع درخت به حدود ۳۲–۱۵ متر می‌رسد. از خصوصیات مهم برگ آن وجود دو برجستگی قرمز رنگ بر روی دمبرگ آن است. گیلاس خودرو یکی از دو نوع درخت گیلاسی است که میوهٔ آن در جهان مصرف خوراکی دارد. نوع دیگر درخت آلبالو یا گیلاس ترش (نام علمی: Prunus cerasus) است. این گیاه بومی منطقه آمریکای شمالی است. میوه‌های این گیاه کوچک هستند و البته به هیچ عنوان خوردنی نیستند. ساقه چوبی و برگ‌های این گیاه حاوی ماده‌ای به نام اسید هیدروسیانیک است که ماده‌ای بسیار کشنده است. این سم دستگاه تنفسی را از کار می‌اندازد و خفگی می‌آورد. شاید به همین دلیل نام دیگر این گیاه گیلاس خفه‌کننده است. اگر دانه‌هایشان بلعیده یا جویده شود به سرعت وارد خون می‌شود و در مدت کوتاهی فرد را می‌کشد.
در ژاپن به این نوع گیلاس غربی یا سی‌یومی-زاکورا گفته می‌شود.
در ییلاقات گیلان به این میوه کُلکوم گفته می‌شود.
در استان کرمان به این میوه رزوک گفته می‌شود.

## نگارخانه

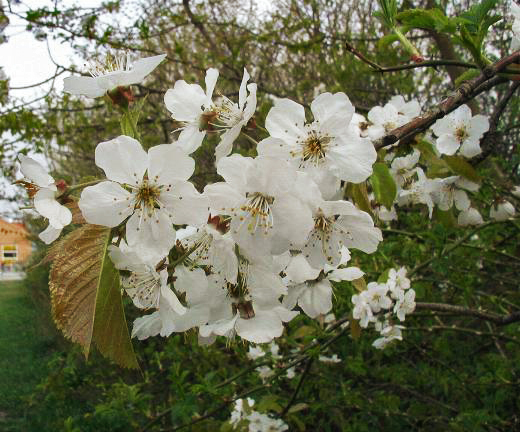
گل و برگ
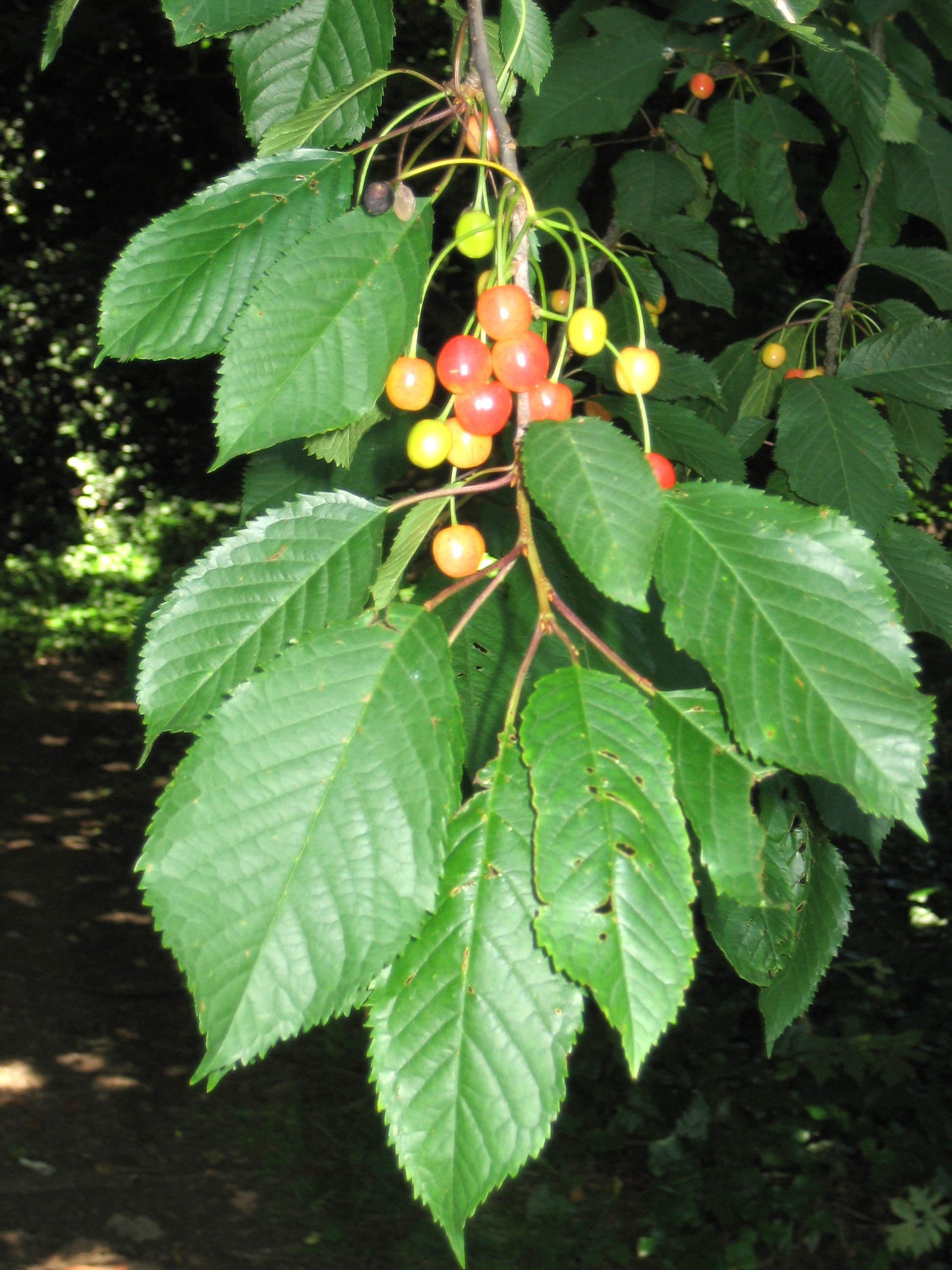
برگ و میوه در حال رشد
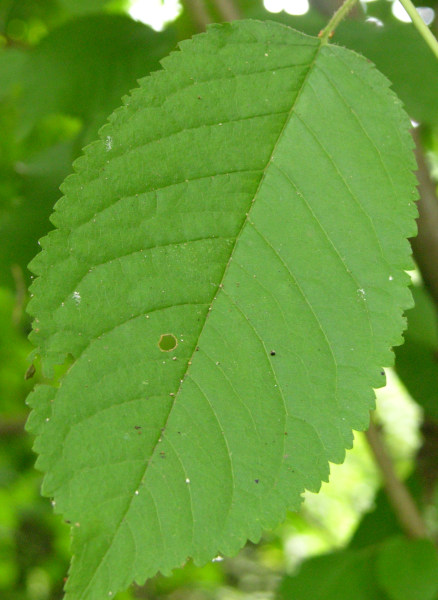
برگ
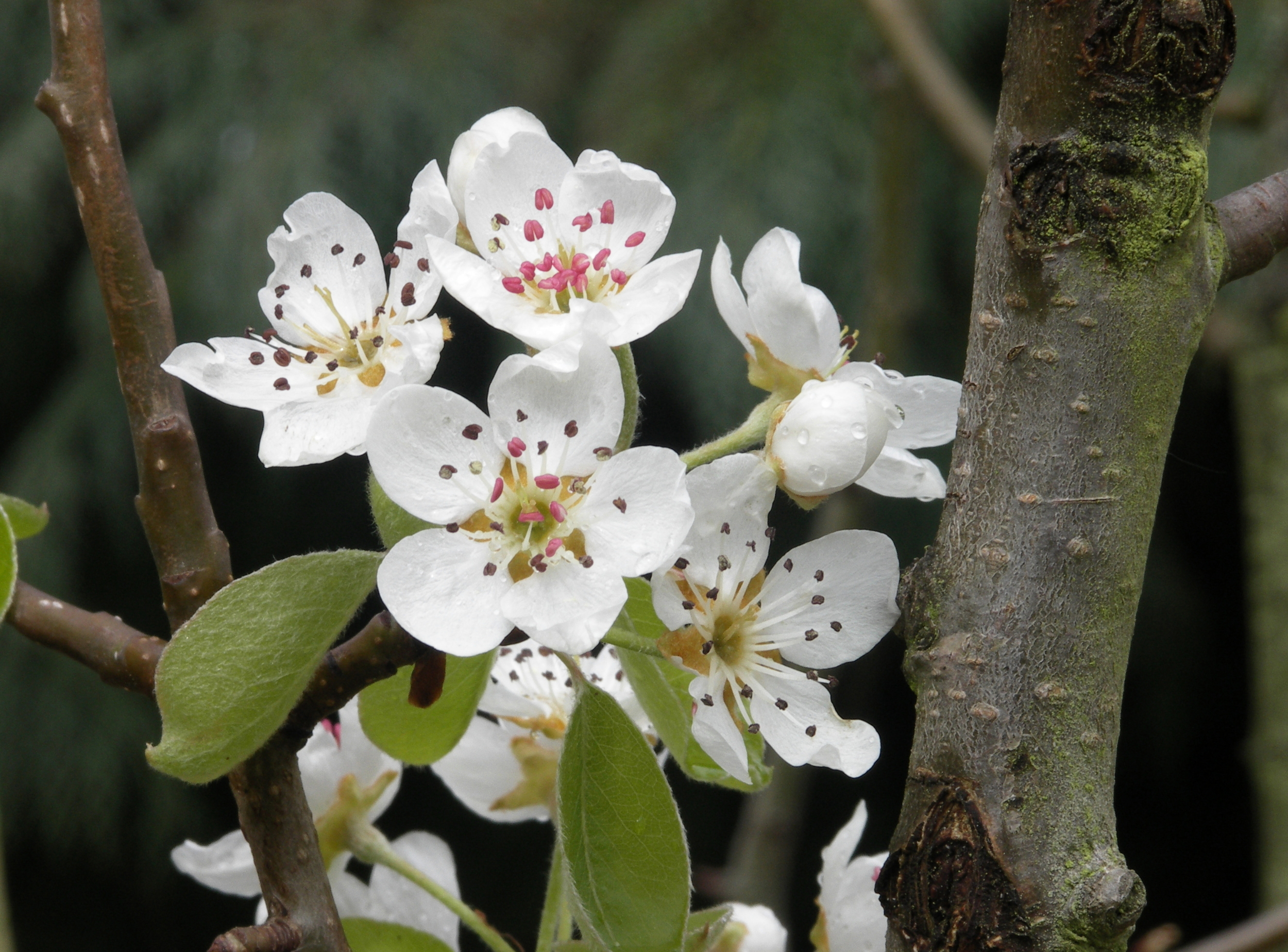
گل و برگ
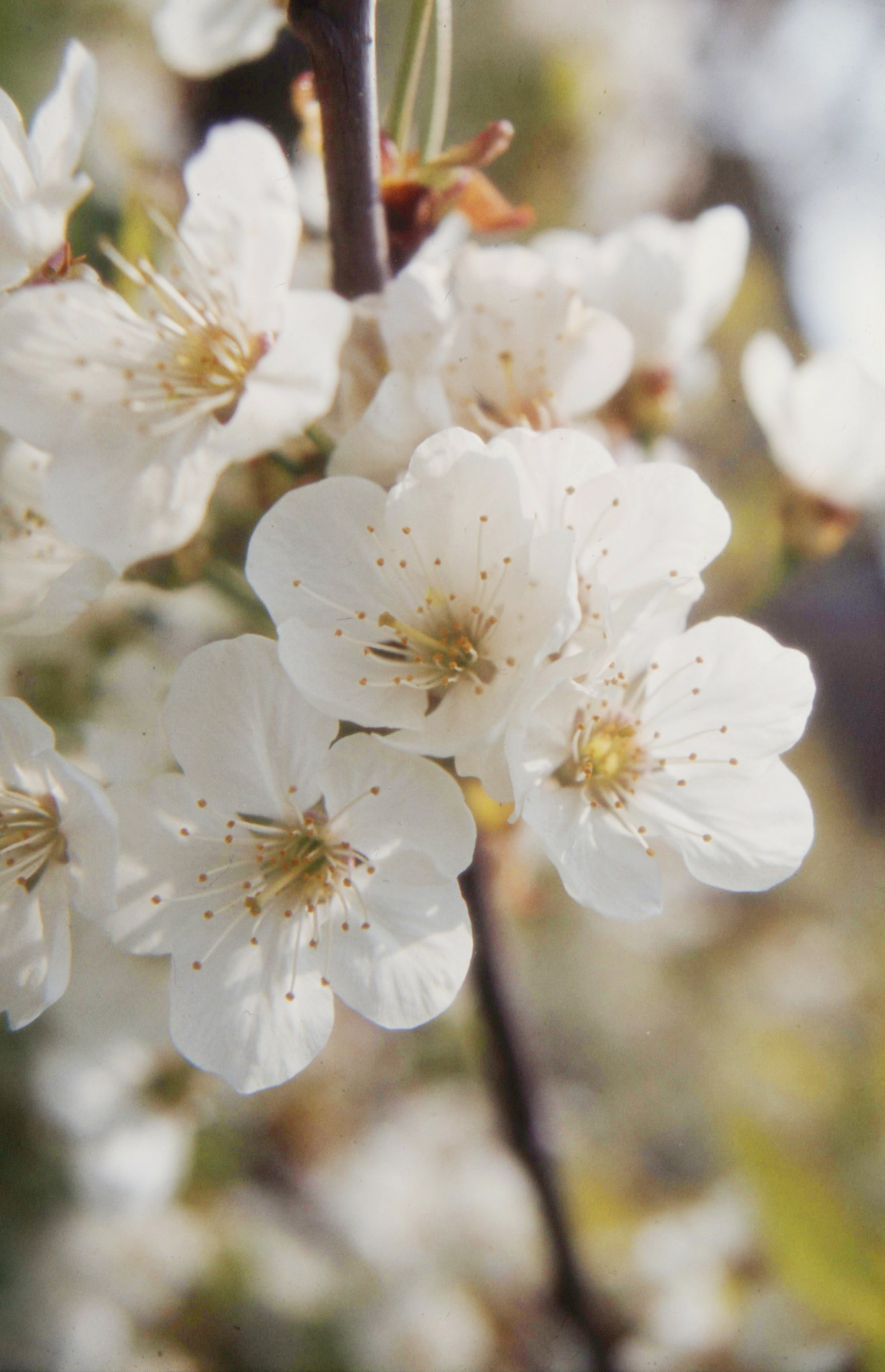
گل
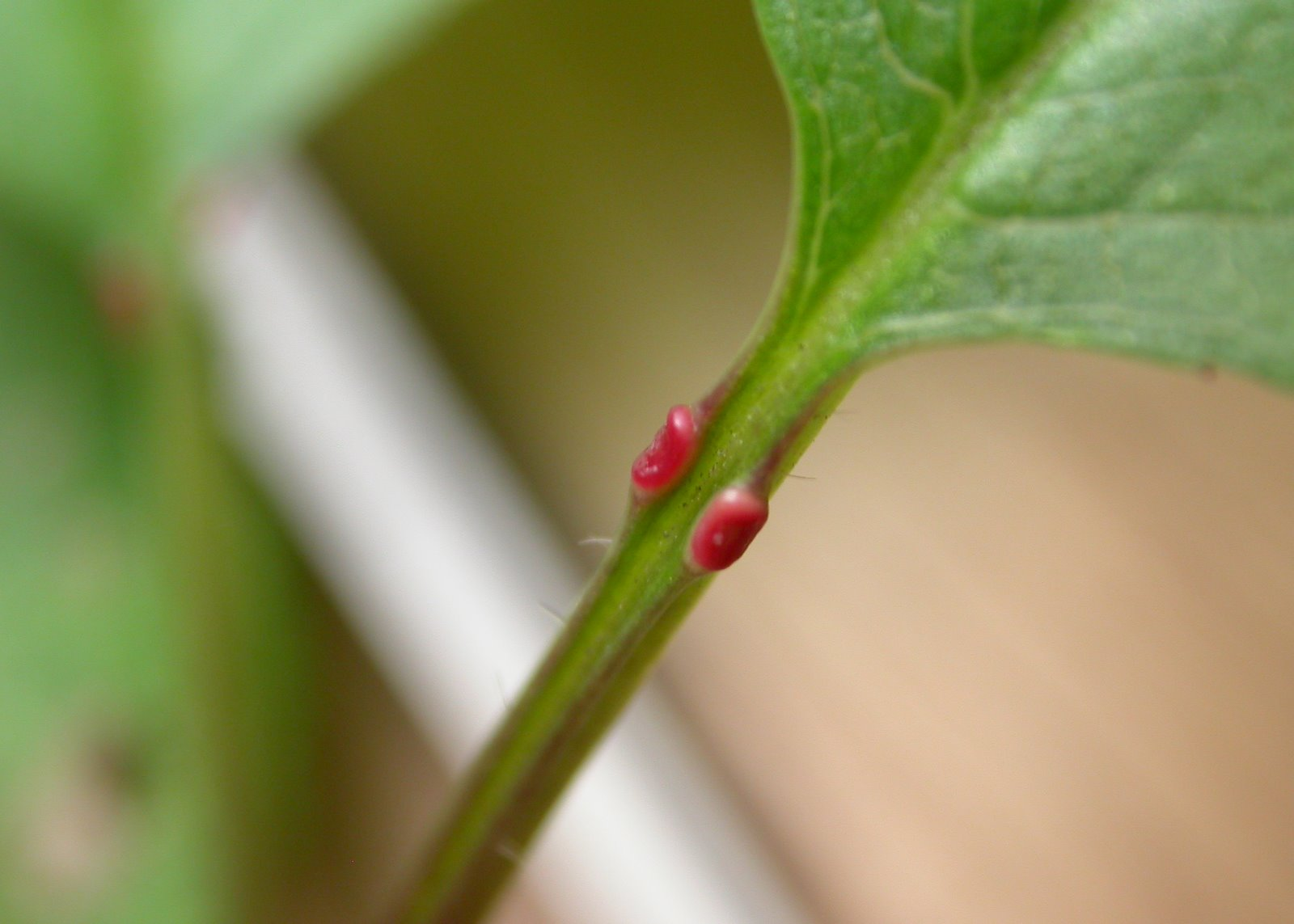
دو برجستگی قرمز رنگ بر روی دمبرگ